# Joseph Provensal de Lompré
Pour les articles homonymes, voir Lompré.
Joseph Provensal de Lompré est un homme politique français né le 24 octobre 1760, à Ancelle et mort à Gap, le 7 décembre 1833.

## Biographie
Joseph Provensal de Lompré est procureur impérial à la cour criminelle à Gap. Il est nommé chevalier de la Légion d'honneur, le 14 juin 1804.
Joseph Provensal de Lompré est député des Hautes-Alpes du 16 mai 1815 au 13 juin 1815, à la Chambre des Cent Jours.